# 屈光参差
屈光参差（anisometropia）是指人的双眼屈光度相差很大。通常，屈光度相差一屈光度 (1D) 是诊断该疾病的阈值。患者的屈光参差可能高达 3D，之后由于头痛、眼疲劳、复视或畏光等症状而变得具有临床意义。
在某些类型的屈光参差中，大脑的视觉皮层无法同时处理来自双眼的图像（双眼总和），而是会抑制其中一只眼睛的中央视觉。如果这种情况在生命的前 10 年内过于频繁地发生，而视觉皮层正在发育，则会导致弱视，即即使正确矫正屈光不正，患者患眼的视力仍可能无法完全矫正至 20/20。
术语 anisometropia 由四个词根组成：an-“不”，iso-“相同”，metr-“测量”，-opia“眼睛”，源自古希腊语或原始印欧语。
远近视（antimetropia）是一种罕见的屈光参差亚型，其中一只眼睛近视，另一只眼睛远视。这种疾病发生在约 0.1% 的人口中。